# Task Force Uruzgan

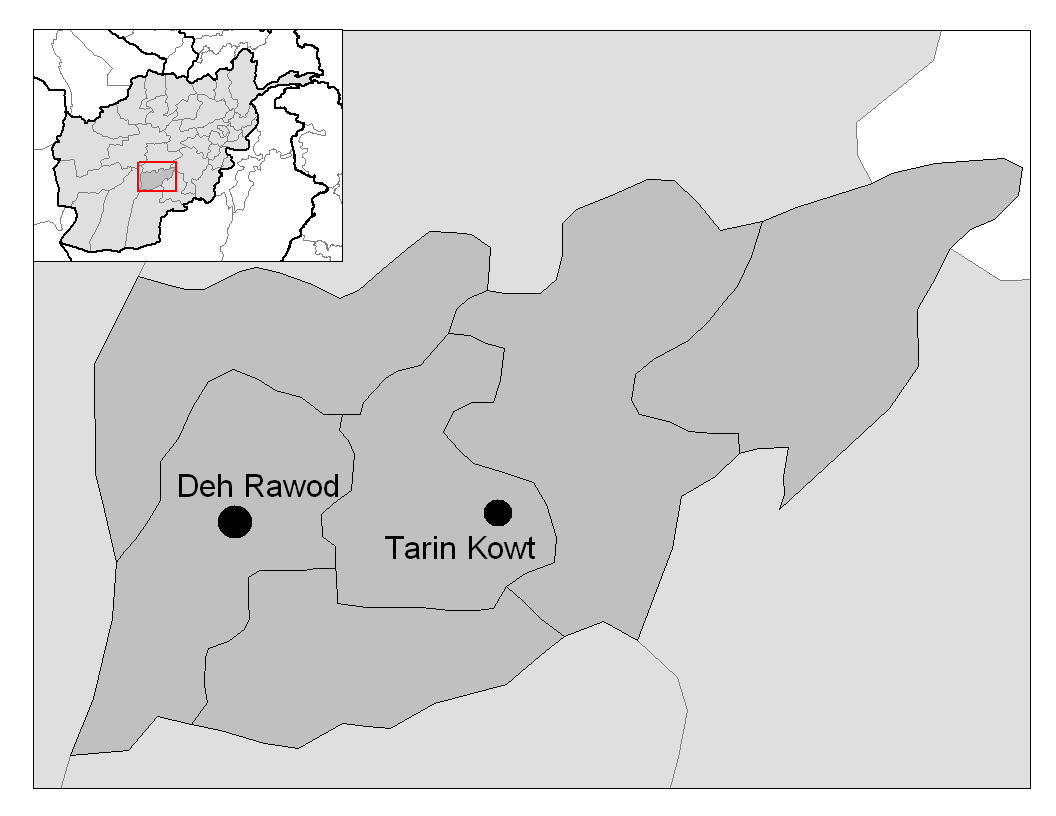
Locatie van Task Force Uruzgan in Uruzgan

Task Force Uruzgan was een Nederlandse militaire operatie in de Afghaanse provincie Uruzgan tijdens de Afghaanse oorlog in de periode van 2006 tot en met 2010. Het maakte deel uit van de tevens civiel ondersteunde internationale troepenmacht ISAF, van 22 oktober 2001 tot 28 december 2014 in het kader van de Operatie Enduring Freedom (OEF) en de daaropvolgende Operatie Resolute Support in Afghanistan.

## Besluitvorming
In het najaar van 2005 kwam er vanuit de NAVO een verzoek aan Nederland om ongeveer duizend militairen bij te dragen aan de wederopbouw van Afghanistan. Minister Henk Kamp van Defensie was hier direct een groot voorstander van, terwijl Minister Ben Bot van Buitenlandse Zaken in eerste instantie huiverig was en garanties van de NAVO wilde: "Als ze willen dat we meedoen, is het terecht dat we eisen stellen".
Begin december 2005 werd het besluit om tot uitzending over te gaan dan ook uitgesteld door de ministerraad, als gevolg van een weifelachtige houding van D66 over de missie en grote twijfels over steun van de toenmalige grootste oppositiepartij, de PvdA. Militair leider Mullah Dadullah van de Taliban zei op dezelfde dag dat Nederlandse militairen een potentieel doelwit zouden zijn voor aanslagen.
Secretaris-generaal van de NAVO Jaap de Hoop Scheffer deed vervolgens een dringend beroep op Nederland om toch mee te werken aan wederopbouw. In de Tweede Kamer werd besloten om het debat over de uitzending uit te stellen tot na het Kerstreces. D66-Kamerlid Bert Bakker had kort voor dat reces in de Volkskrant gezegd: "Onze conclusie is: niet aan beginnen."
Op 2 februari 2006 werd uiteindelijk door het kabinet besloten om de missie door te laten gaan, met steun van de PvdA. In totaal waren 127 van de 150 Kamerleden voor. D66 was aanvankelijk tegen, maar veranderde van mening. De Task Force zou zich in beginsel twee jaar lang bezighouden met het bevorderen van stabiliteit en veiligheid in de provincie.

## Samenstelling
De eerste groep Nederlandse militairen voor de Nederlandse missie in Uruzgan vertrok 14 maart 2006 naar Zuid-Afghanistan. Deze zogenoemde Deployment Task Force maakte daar kwartier voor de Task Force Uruzgan die op 1 augustus aanving.
De Task Force Uruzgan was samengesteld uit diverse wapens en dienstvakken van de Koninklijke Landmacht en telde circa 1400 man, verdeeld over 2 locaties: Kamp Holland in Tarin Kowt, de hoofdstad van de provincie Uruzgan, en het zestig kilometer westelijk gelegen Camp Hadrian in Deh Rawod.
De harde kern van de Task Force Uruzgan bestond uit infanterie, met enkele 155 mm-pantserhouwitsers van de artillerie ter ondersteuning. De battle group kon desgewenst een beroep doen op F-16-jachtbommenwerpers, vliegend vanaf Kandahar Airfield en de op Kamp Holland gestationeerde AH-64D Apache-gevechtshelikopters van de Koninklijke Luchtmacht. Deze behoorden tot de Air Task Force die operationeel niet onder de Task Force Uruzgan viel.
De belangrijkste Nederlandse bijdrage aan de missie was het Provinciaal Reconstructie Team dat verantwoordelijk was voor de ondersteuning van de wederopbouw in de Afghaanse provincie. Het team maakte deel uit van ISAF, en stond onder leiding van de NAVO. Om beurten voerden Canada, Nederland en het Verenigd Koninkrijk gedurende een half jaar vanuit een hoofdkwartier in Kandahar het bevel over alle NAVO-troepen in het gebied.

## Verlenging
Reeds aan het begin van 2007 discussieerde de regering over de vraag of de missie, die op dat moment midden 2008 zou aflopen, moest worden verlengd. Van de kant van de Verenigde Staten, Australië en de Afghaanse regering werd hier sterk op aangedrongen. De periode is uiteindelijk verlengd tot augustus 2010. Er werd lang gesproken over een verdere verlenging na augustus 2010, wat leidde tot de kabinetscrisis over het Uruzganbesluit en uiteindelijk de val van het kabinet-Balkenende IV.

## Beëindiging
- De Nederlandse bijdrage aan de ISAF-missie in Uruzgan werd op 1 augustus 2010 officieel beëindigd. Daarna werd de zogenoemde Redeployement Task Force, onder leiding van brigadegeneraal Jan Broeks, belast met de verplaatsing van materieel terug naar Nederland. De eerste fase van dit proces werd in december 2010 afgerond. In mei 2011 kwam het laatste gevechtsvoertuig uit Uruzgan aan op Luchthaven Eindhoven.
- De missie in Uruzgan werd opgevolgd door de Nederlandse geïntegreerde politietrainingsmissie in Kunduz.
- Op 24 juni 2021 werd bij een ceremonie te Soesterberg bij gelegenheid van het einde van 20 jaar Nederlandse militaire inzet in Afghanistan stilgestaan bij onder meer het werk van de Task Force Uruzgan. Daarbij werden in het bijzijn van Minister van Defensie Ank Bijleveld, Commandant der Strijdkrachten Onno Eichelsheim en de ambassadeur van Afghanistan twee vlaggen aan het Nationaal Militair Museum overhandigd, van Kamp Holland en van het Nederlandse detachement in Mazar-i-Sharif. Daarmee werd officieel de periode van bijna twintig jaar Nederlandse militaire inzet in Afghanistan afgesloten, waarin ongeveer 30.000 Nederlandse militairen in Afghanistan hebben gediend. Zij werden ondersteund door burgermedewerkers, politieagenten, diplomaten en ontwikkelingswerkers. Ook duizenden Defensiemedewerkers ondersteunden vanuit Nederland.[4] Eind juni 2021 zouden de laatste Nederlandse militairen uit Afghanistan vertrekken. Volgens het Nederlandse Ministerie van Defensie waren in het land belangrijke resultaten geboekt: het huidige leger en de politie waren bijna van de grond af aan opgebouwd, de toegang tot het onderwijs was verbeterd en de Afghaanse levensverwachting was toegenomen. In het land zetelde inmiddels een democratisch verkozen regering, er was sprake van mediavrijheid en er bestond een actief maatschappelijk middenveld.[5]

## Terugblik
Na de terugtrekking van de buitenlandse militairen uit Afghanistan na mei 2021 slaagden de Taliban er in korte tijd in grote delen van het land te heroveren, waardoor er twijfels rezen over de juistheid van die kennelijk premature aftocht. In 2021 verwoordde Jorrit Kamminga, Afghanistan-deskundige van het Instituut Clingendael, die twijfels in de terugblik 'Je wordt bedankt Bin Laden - 20 jaar Nederland in Afghanistan (2001-2021)'.

## Commandanten Task Force Uruzgan
| Commandanten TFU                                               | Commandanten Battlegroup TFU                                 | Commandanten Provincial Reconstruction Team TFU              | Directeur Provincial Reconstruction Team TFU                 | Commandanten OMLT                                      |
| -------------------------------------------------------------- | ------------------------------------------------------------ | ------------------------------------------------------------ | ------------------------------------------------------------ | ------------------------------------------------------ |
| kol T.W.B. Vleugels (1 augustus 2006 – 24 januari 2007)        | lkol P. van der Sar (1 augustus – 28 november 2006)          | lkol N.W. Tak (1 augustus – 28 november 2006)                | mr. J.C.S. Wijnands (21 maart 2009 – 3 augustus 2009)        | kol T. Baartman (18 september 2007 – 19 december 2007) |
| kol J.F.A.M. van Griensven (24 januari – 1 augustus 2007)      | lkol T. Luiten (28 november 2006 – 31 maart 2007)            | lkol G.F. Koot (28 november 2006 – 22 maart 2007)            | drs. M. Rentenaar (3 augustus 2009 – 1 februari 2010)        | kol drs. R.T. Sondag (19 december 2007 – 29 mei 2008)  |
| kol N. Geerts (1 augustus 2007 – 30 januari 2008)              | lkol R.J. Querido (31 maart – 6 augustus 2007)               | lkol G.S. van der Voet (22 maart – 22 september 2007)        | mr. drs. J.H.A.C. de Mol (1 februari 2010 – 1 augustus 2010) | kol ing. A. Ooms (29 mei 2008 – 28 november 2008)      |
| kol R.H. van Harskamp (30 januari – 31 juli 2008)              | lkol J.R. Groen (6 augustus – 2 december 2007)               | lkol W.S. Rietdijk (22 september 2007 – 24 maart 2008)       |                                                              | kol W.J.M. Verweij (28 november 2008 – 31 mei 2009)    |
| kol C.J. Matthijssen (31 juli 2008 – 2 februari 2009)          | lkol T.A. Hogeveen (2 december – 29 maart 2008)              | lkol M.A. Hubregtse (24 maart 2008 – 20 september 2008)      |                                                              | kol M.J.H.M. Bastin (31 mei 2009 – 25 november 2009)   |
| bgen T.A. Middendorp (2 februari 2009 – 3 augustus 2009)       | lkol C.A. de Rijke (29 maart – 1 augustus 2008)              | lkol ir. R.J.M. Hamelink (20 september 2008 – 21 maart 2009) |                                                              | kol A.A. Leuvering (25 november 2009 – 25 mei 2010)    |
| bgen M.J.H.M. van Uhm (3 augustus 2009 – 1 februari 2010)      | lkol drs. L.A. de Vos (1 augustus 2008 – 25 november 2008)   |                                                              |                                                              |                                                        |
| bgen C.J.M. van den Heuvel (1 februari 2010 – 1 augustus 2010) | lkol J.R. Swillens (25 november 2008 – 30 maart 2009)        |                                                              |                                                              |                                                        |
|                                                                | lkol A. Nijkamp (30 maart 2009 – 28 juli 2009)               |                                                              |                                                              |                                                        |
|                                                                | lkol J. Doense (28 juli 2009 – 25 november 2009)             |                                                              |                                                              |                                                        |
|                                                                | lkol A.M.J. Wagemakers (25 november 2009 – 28 maart 2010)    |                                                              |                                                              |                                                        |
|                                                                | kol H.M. Klein Schaarsberg (28 maart 2010 – 1 augustus 2010) |                                                              |                                                              |                                                        |

## Aspecten van de missie

### Het 3D-concept
Nederland paste in Afghanistan het internationaal zogenoemde 3D-concept toe. Dit staat voor Development, Diplomacy en Defence (ontwikkeling, diplomatie en defensie). Development en Diplomacy (de eerste twee D's van het concept) werden belichaamd door het personeel van het Provinciaal Reconstructie Team, diplomaten van Buitenlandse Zaken en Ontwikkelingssamenwerking en militaire ontwikkelingsdeskundigen. Deze deskundigen bestonden uit voornamelijk reserve-officieren met op het vakgebied relevante kennis en ervaring, zoals algemeen bestuur, rechtspraak, justitie, bankwezen, gevangeniswezen, onderwijs, landbouw en weg- en waterbouw.
Het doel was meer veiligheid, samenhang binnen het Afghaanse bestuur te creëren en de ontplooiing van duurzame ontwikkelingsprojecten mogelijk te maken. Dit proces vereiste een gestructureerde aanpak. Eerst werden kleine projecten ontplooid om het gebied en de bevolking klaar te maken voor grootschalige ontwikkeling, zoals het verschaffen van lesmateriaal. Vervolgfasen op het gebied van bestuur, veiligheid en ontwikkeling moesten leiden tot blijvende verbeteringen in de provincie Uruzgan.
Er werd gekozen voor de zogeheten inktvlekstrategie, waarbij de Task Force begon rond de zogeheten Afghan Development Zones, kleine gebieden rondom Tarin Kowt en Deh Rawod. Engelstalige media spraken van een typische Dutch approach.

### Wederopbouw en ontwikkeling
Een van de doelen van de Nederlandse bijdrage aan de wederopbouw was dat de Afghaanse overheid zelf verantwoordelijkheid op zich leerde te nemen voor veiligheid en ontwikkeling. Daarom ging een groot deel van de Nederlandse middelen naar fondsen die de Afghaanse overheid in staat zouden stellen om juist dat te doen.
Het 'Afghanistan Reconstruction Trust Fund', beheerd door de Wereldbank, betaalde overheidssalarissen, financierde de bouw van scholen, de aanleg van infrastructuur en kleine gemeenschapsprojecten.
Ook draagt Nederland bij aan het 'Law and Order Trust Fund' dat wordt beheerd door het Ontwikkelingsprogramma van de Verenigde Naties UNDP en wordt gebruikt om politiesalarissen te betalen.
De totale Nederlandse bijdrage aan ontwikkelingssamenwerking in Afghanistan sinds 2002 bedroeg ruim 617 miljoen euro. Hiervan werd 126,3 miljoen euro aan projecten in Uruzgan besteed, 484,7 miljoen euro is ten goede gekomen aan nationale projecten.

## Bereikte resultaten
- Het aantal Afghaanse militairen (ANA, Afghan National Army) is gegroeid van 160 in 2006 naar 3000 militairen in 2010.
- De Afghaanse politie (ANP, Afghan National Police) is van nihil in 2006 gegroeid naar 1600 agenten in 2010.
- Door de groei en ontwikkeling van de Afghaanse veiligheidsdiensten is men zelf in staat om delen van de provincie onder controle te nemen.
- Het gebied waar de Nederlanders de Afghaanse bevolking in Uruzgan bereiken breidde steeds verder uit.
- In Tarin Kowt kwam een volledig provinciaal ziekenhuis met ambulancedienst gereed.
- In 2002 had slechts 9% van de bevolking toegang tot een redelijk niveau van gezondheidszorg. Dit aantal is gestegen tot 65%.
- De provincie beschikt op dit moment over 174 medische hulpposten.
- Het aantal jongens dat naar school gaat is gestegen van 14.000 in 2002 naar 40.488. Het aantal meisjes dat naar school gaat is gestegen van 385 in 2002 naar 7.588 in 2010. Geschat wordt dat 20% van de minderjarigen in Uruzgan naar school gaat. Dat is een stuk lager dan het nationale gemiddelde van 50%. Van de meisjes wordt geschat dat 6.15% naar school gaat.[6]
- Onder invloed van de Nederlanders is de eerste 16 kilometer geasfalteerde weg aangelegd tussen Tarin Kowt en Chora.

## Geheime operaties
In november 2021 werd voor het eerst in de publiciteit erkend dat er in het kader van de Nederlandse bijdragen aan Enduring freedom ook geheime commando-operaties zijn geweest, door militair Gijs Tuinman in een interview naar aanleiding van het verschijnen van het boek  Schaduwoorlog Uruzgan- de rauwe werkelijkheid van de Nederlandse missie in Afghanistan van de Telegraaf-journalisten Olof van Joolen en Silvan Schoonhoven. 

## Nederlandse slachtoffers

### 2006
- Op donderdag 26 juli 2006 stortte in de provincie Paktia een Mil Mi-8-helikopter neer, waarbij zestien mensen om het leven kwamen. Onder de slachtoffers bevonden zich overste Jan van Twist van de Koninklijke Luchtmacht en sergeant Bart van Boxtel van de Landmacht.
- Op 31 augustus 2006 stortte een F-16 neer boven de provincie Ghazni, waarbij kapitein-vlieger Michael Donkervoort om het leven kwam.[noot 2]
- Op woensdag 11 oktober 2006 beroofde sergeant Wim Dijkstra zichzelf op Kamp Holland met zijn dienstwapen van het leven.

### 2007
- Op vrijdag 6 april 2007 kwam sergeant Robert Donkers van de Landmacht om het leven. Hij raakte bekneld onder het pantservoertuig waarmee hij op patrouille was.
- Op vrijdag 20 april 2007 kwam de 21-jarige korporaal Cor Strik om het leven. In de provincie Helmand stapte hij op een bermbom en werd daarmee de eerste Nederlander die door gevechtshandelingen om het leven kwam sinds het begin van de missie in Afghanistan.

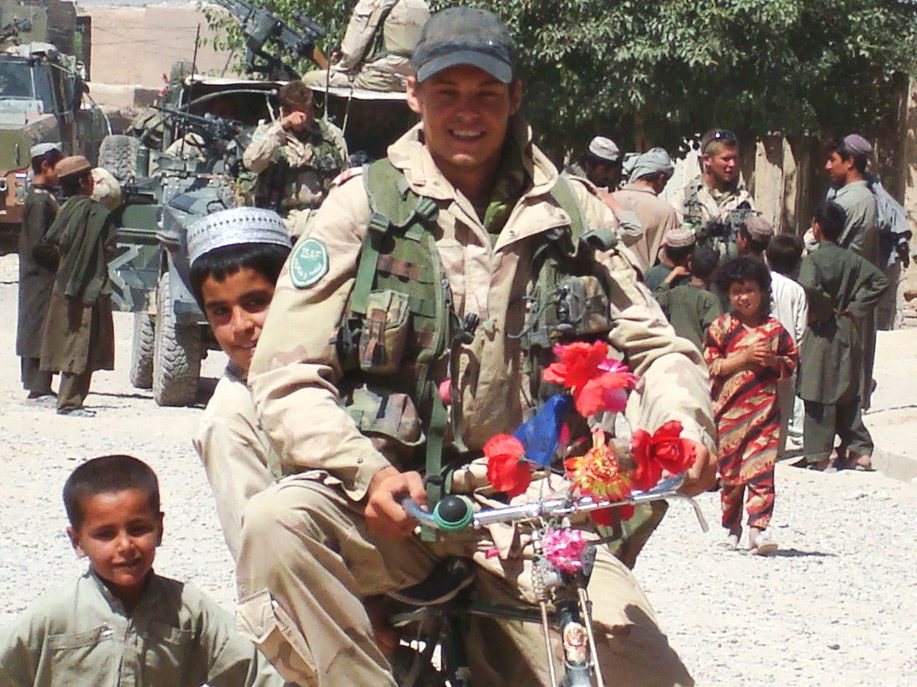
Timo Smeehuijzen op missie in Tarin Kowt, anderhalf uur voor de fatale explosie

- Op vrijdag 15 juni 2007 kwam de 20-jarige soldaat der eerste klasse Timo Smeehuijzen van het 42e bataljon Limburgse jagers om door een zelfmoordaanslag. Dicht bij de Nederlandse basis, in het centrum van Tarin Kowt ontplofte een autobom, waarbij ook drie collega's gewond raakten en tevens vijf Afghaanse kinderen de dood vonden.[noot 3]
- Op maandag 18 juni 2007 kwam de 44-jarige sergeant-majoor Jos Leunissen van het 13e Infanteriebataljon van 11 Luchtmobiele Brigade om het leven. De gevechten vonden plaats rondom Chora, een middelgrote stad ten noorden van Tarin Kowt, aan het einde van de Baluchipas. Drie Nederlandse Landmachtcollega's raakten gewond.
- Op donderdag 12 juli 2007 overleed de 24-jarige eerste luitenant Tom Krist. Hij raakte op dinsdag 10 juli 2007 zwaargewond bij een zelfmoordaanslag en werd een dag later door artsen klinisch dood verklaard.[8][9] Uiteindelijk overlijdt de militair op donderdag 12 juli in het Centraal Militair Hospitaal in Utrecht.[10][11] Krist is de negende Nederlandse militair die omkomt in Afghanistan.[12] Bij de zelfmoordaanslag raken ook 7 andere Nederlandse militairen gewond en verliezen ook 20 Afghaanse burgers - onder wie veel vrouwen en kinderen - het leven. Ongeveer 20 andere omstanders raken (zwaar)gewond.
- Op 26 augustus 2007 kwam de 30-jarige sergeant Martijn Rosier om het leven door een bermbom. Hij maakte deel uit van de 111 Pantser-geniecompagnie in Wezep.
- Op 20 september 2007 werd in een vuurgevecht met Talibanstrijders ten noorden van Deh Rawod de 20-jarige soldaat Tim Hoogland gedood.[13][14]
- Op 3 november 2007 kwam de 21-jarige korporaal Ronald Groen door een bermbom om het leven. Twee andere militairen, een korporaal en een wachtmeester, raakten bij dit incident gewond.[15]

### 2008
- Op 12 januari 2008 kwamen de 20-jarige soldaat 1e klas Wesley Schol en de 22-jarige korporaal Aldert Poortema bij een vuurgevecht om het leven. Eveneens raakte er ook een militair zwaargewond tijdens die gevechten.[16] Later bleek dat de twee eerder genoemde militairen door eigen vuur om het leven zijn gekomen.[17] Wesley Schol werd postuum een Kruis van Verdienste toegekend.
- Op 18 april 2008 kwamen de 23-jarige eerste luitenant Dennis van Uhm en de 22-jarige soldaat Mark Schouwink om het leven door een aanslag met een bermbom. Dennis van Uhm was de zoon van Peter van Uhm, die een dag eerder Dick Berlijn opvolgde als Commandant der Strijdkrachten. Bij dezelfde aanslag raakten korporaal eerste klasse Roger Hack en soldaat der eerste klasse Toninho Norden zwaargewond.
- Op 7 september 2008 kwam de 21-jarige soldaat Jos ten Brinke om, nadat het voertuig waarin hij zat op een bermbom reed. Vijf anderen raakten gewond, van wie één ernstig.[18]
- Op 19 december 2008 kwam de 24-jarige sergeant Mark Weijdt om het leven nadat hij tijdens een vuurgevecht op een bermbom stapte.[19]

### 2009
- Op 6 april 2009 kwam de 20-jarige soldaat 1e klas Azdin Chadli om bij een raketaanval op Kamp Holland. Vijf anderen raakten gewond.[20]
- Op 6 september 2009 kwam de 26-jarige korporaal van het Korps Commandotroepen Kevin van de Rijdt uit Tilburg om. Hij werd gedood tijdens een vuurgevecht (11 uur lokale tijd).[21]
- Op 7 september 2009 sneuvelde de 44-jarige sergeant-majoor Mark Leijsen uit Wezep. Hij kwam rond twee uur lokale tijd om het leven door een aanslag met een geïmproviseerde bom. Van zijn drie gewonde collega's was de toestand stabiel.[22]

### 2010
- Op 17 april 2010 worden de marinier Marc Harders (23) en de korporaal der mariniers Jeroen Houweling (29) gedood door een bermbom.[noot 4][noot 5][23][24]
- Op 22 mei 2010 werd de korporaal der eerste klasse Luc Janzen (25) gedood door een bermbom. Een Franse kapitein en een Afghaanse tolk sneuvelden eveneens. Vier andere Nederlandse militairen raakten gewond, van wie twee ernstig.
- Op 17 november 2010 werd reserve-luitenant-kolonel Arts Fons Dur (56) dood gevonden in zijn slaapcontainer. Hij stierf aan de gevolgen van een hartstilstand.